# فيليب إس. غوتيرز
فيليب إس. غوتيرز (بالإنجليزية: Philip S. Gutierrez)‏ هو محامي وقاضي أمريكي، ولد في 13 أكتوبر 1959 في لوس أنجلوس في الولايات المتحدة.